# خانه روستایی بین درختان
خانه روستایی بین درختان یک نقاشی رنگ روغن است که توسط هنرمند هلندی ونسان ون گوگ در سپتامبر ۱۸۸۳ کشیده شده‌است.